# درخت چندکاره

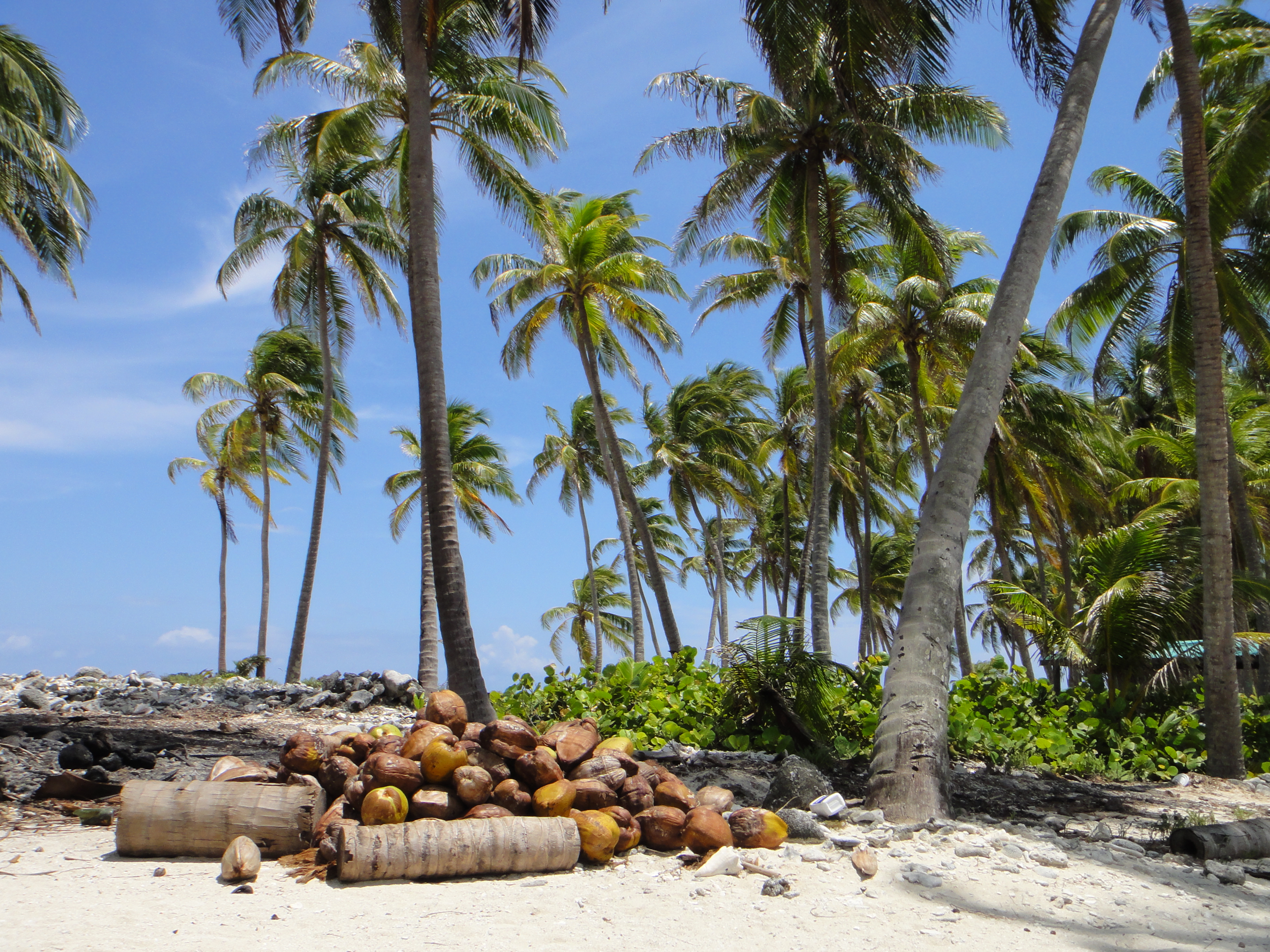
نخل نارگیل، یک درخت چندکارهٔ رایج

درختان چندکاره به درختانی اطلاق می‌شود که با هدف دستیابی به چندین کارکرد و بهره‌برداری هم‌زمان، به‌صورت هدفمند کاشته، پرورش یافته و مدیریت می‌شوند. این درختان می‌توانند طیفی از محصولات و خدمات را به‌طور هم‌زمان ارائه دهند. از جمله مهم‌ترین خروجی‌های آن‌ها می‌توان به تولید مواد غذایی نظیر میوه، دانه‌های خوراکی (مغزها) و برگ‌هایی که به‌عنوان سبزیجات مصرف می‌شوند، اشاره کرد. افزون بر این، این درختان توانایی تأمین منابع سوختی مانند هیزم، بهبود کیفیت خاک از طریق تثبیت نیتروژن، حفاظت از منابع طبیعی، کنترل فرسایش، ایجاد سایه و پناه برای محصولات زراعی یا دام، و نیز افزایش تنوع زیستی را دارند.
کاربرد واژهٔ «درخت چندکاره» عمدتاً در ادبیات علمی و عملی دارکشت‌ورزی مطرح می‌شود؛ به‌ویژه در مناطق گرمسیری که غالباً کشاورزان معیشتی نقش اصلی در بهره‌برداری از این درختان ایفا می‌کنند. در این مناطق، درختان چندکاره نه‌تنها بخشی از منابع تأمین معیشت خانوارهای روستایی به‌شمار می‌آیند، بلکه در بهبود پایداری محیط‌زیست و افزایش بهره‌وری زمین‌های کشاورزی نیز نقش مهمی دارند.
استفاده از درختان چندکاره در نظام‌های کشاورزی، راهکاری مؤثر برای مقابله با چالش‌هایی مانند فقر، ناامنی غذایی، تخریب منابع طبیعی و تغییرات اقلیمی به‌شمار می‌رود. این درختان با فراهم کردن منابع متنوع، کاهش وابستگی کشاورزان به منابع محدود و افزایش تاب‌آوری معیشتی آن‌ها، سهم قابل توجهی در توسعهٔ پایدار روستایی ایفا می‌کنند.
درختان و درختچه‌های چوبی چندساله تنها به کارکردهای اصلی خود محدود نمی‌مانند، بلکه فراتر رفته و نقش‌های گسترده‌تری در نظام‌های کشاورزی و زیست‌محیطی ایفا می‌کنند؛ به‌گونه‌ای که تأثیر آن‌ها به میزان قابل توجهی مورد توجه کشاورزان و جوامع محلی قرار گرفته و موجب افزایش پذیرش و بهره‌گیری از آن‌ها در سطح وسیع‌تری شده است.
اگرچه می‌توان ادعا کرد که تمامی درختان به‌نحوی دارای چندین کارکرد هستند—مانند فراهم کردن زیستگاه برای حیات‌وحش، ایجاد سایه، یا بهبود ساختار و حاصل‌خیزی خاک—درختان چندمنظوره به‌طور ویژه‌ای از این قاعده فراتر می‌روند. آن‌ها با تأمین هم‌زمان چندین نیاز اساسی انسانی، تأثیر مستقیمی بر بهبود معیشت کشاورزان و رفاه خانوارهای روستایی دارند. این درختان نه‌تنها عملکردهای زیست‌محیطی دارند، بلکه کارکردهای اقتصادی و اجتماعی آن‌ها نیز قابل توجه است.
در اغلب موارد، درختان چندمنظوره در نقش‌های اصلی و ساختاری در نظام‌های کشاورزی ایفای نقش می‌کنند؛ به عنوان مثال، ممکن است به‌عنوان بخشی از یک حصار زنده در اطراف مزرعه کاشته شوند، یا در قالب یک بادشکن برای محافظت از محصولات در برابر عوامل طبیعی مانند بادهای شدید به کار روند. همچنین در سیستم‌های کشت تلفیقی یا متحد (مانند جنگل‌زراعی)، درختان چندمنظوره جایگاهی کلیدی دارند و با گیاهان زراعی یا دام در یک نظام بهره‌برداری مشترک ادغام می‌شوند.
افزون بر این نقش‌های اصلی، درختان چندمنظوره معمولاً چندین کارکرد فرعی نیز دارند که اهمیت آن‌ها کمتر از نقش‌های اصلی نیست. این نقش‌ها اغلب شامل تأمین منابع غذایی (مانند میوه یا برگ‌های خوراکی)، سوخت چوبی (هیزم)، یا خوراک دام است. این قابلیت‌ها، درختان چندمنظوره را به یکی از مؤثرترین ابزارها برای ارتقای تاب‌آوری اقتصادی و زیست‌محیطی کشاورزان تبدیل کرده‌اند.
کاشت یک درخت چندمنظوره، راهکاری هوشمندانه برای پاسخ‌گویی هم‌زمان به مجموعه‌ای از نیازهای اساسی در نظام‌های کشاورزی و معیشتی است. این درختان با دارا بودن قابلیت‌های متنوع، می‌توانند عملکردهای زیست‌محیطی، اقتصادی و اجتماعی را به‌صورت تلفیقی ارائه دهند. به‌عنوان مثال، یک درخت چندمنظوره ممکن است در نقش بادشکن عمل کند و از مزارع در برابر بادهای شدید محافظت نماید، در حالی که هم‌زمان میوه یا برگ‌هایی قابل استفاده به‌عنوان غذای اصلی برای کشاورز و خانواده‌اش تولید می‌کند.
همچنین، این درختان می‌توانند در قالب حصارهای زنده مورد استفاده قرار گیرند؛ به این معنا که در نقش تیرک‌های طبیعی برای حصارکشی ایفای نقش می‌کنند و در عین حال منبع اصلی تأمین هیزم و سوخت چوبی نیز هستند. از سوی دیگر، درختان چندمنظوره را می‌توان در میان مزارع زراعی کاشت، به‌گونه‌ای که با تثبیت نیتروژن در خاک موجب بهبود حاصلخیزی آن شوند. هم‌زمان، این درختان منبعی پایدار برای تولید مواد غذایی، خوراک دام یا سوخت به‌شمار می‌آیند. به این ترتیب، استفاده از درختان چندمنظوره، رویکردی جامع و پایدار برای افزایش بهره‌وری، کاهش هزینه‌ها و ارتقاء امنیت غذایی و انرژی در جوامع روستایی فراهم می‌سازد.

## درختان چندکارهٔ رایج در مناطق گرمسیری
- گلیریسیدیا (Gliricidia sepium) - رایج‌ترین درخت مورد استفاده برای نرده‌های مسکونی در آمریکای مرکزی، هیزم، علوفه، تثبیت نیتروژن در خاک.
- گز روغنی (Moringa oleifera) - برگ‌ها، غلاف‌ها و لوبیاهای خوراکی، که معمولاً برای علوفه حیوانات و سایه استفاده می‌شوند (برخلاف تصور رایج، نیتروژن را تثبیت نمی‌کند[۲])
- نخل نارگیل (Cocos nucifera) - برای غذا، آب تصفیه‌شده (شیرهٔ داخل نارگیل)، کاهگل سقف، هیزم، سایه استفاده می‌شود.
- چریش (Azadirachta indica) - استفاده محدود به عنوان دافع حشرات، آنتی‌بیوتیک، افزودن نیتروژن به خاک، بادشکن، تولید زیست‌توده برای استفاده به عنوان مالچ، هیزم.
- آکاسیا نیلوتیکا به دلیل کاربردهای متنوعش، برای جوامع روستایی ارزش قابل توجهی دارد.[۳]

در حالت ایده‌آل، بیشتر درختانی که در مزارع گرمسیری یافت می‌شوند باید چندکاره باشند و چیزی بیش از فقط یک سایه و هیزم ساده برای کشاورز فراهم کنند. در بیشتر موارد، آنها باید حبوبات تثبیت‌کننده نیتروژن یا درختانی باشند که امنیت غذایی کشاورز را تا حد زیادی افزایش می‌دهند.